# Schulthaus von Moos

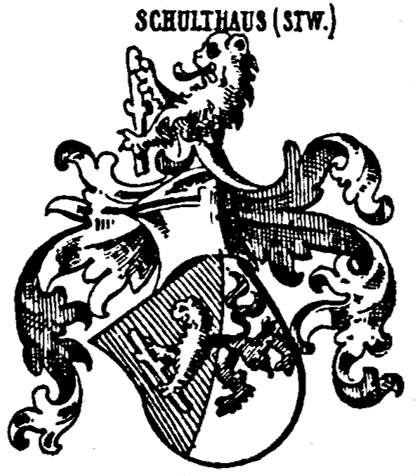
Stammwappen derer von Schulthaus in Siebmachers Wappenbuch

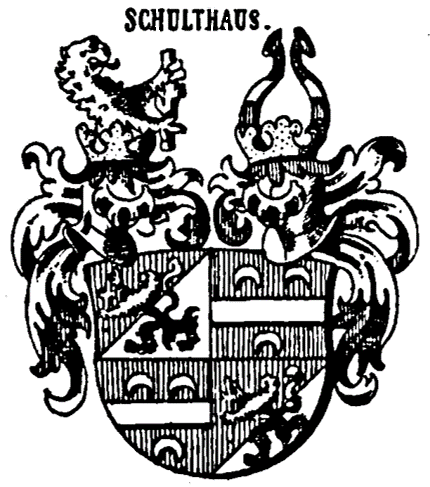
Vermehrtes Wappen derer von Schulthaus in Siebmachers Wappenbuch

Schulthaus von Moos und Nevisburg war der Name eines landständischen tirolischen Adelsgeschlechts. Im Laufe der Jahrhunderte war die im Mannesstamm erloschene Familie verarmt und verlor nach und nach alle seine Güter.

## Geschichte

### Lavis
Dem redenden Wappen zufolge geht der Familienname auf das Amt des Schultheiß zurück. Der Herkunftsort war Lavis im Hochstift Trient, wo die Familie den Palazzo de Schuldhaus bewohnte und danach das Prädikat "von Nevisburg" führte. Am 25. Juni 1542 verlieh der damalige König Ferdinand I. in Wien Joachim Schulthauser einen Wappenbrief. Am 24. Februar 1542 erhob Kaiser Maximilian II. den Richter von Königsberg Christoph Schuldhauser zum Reichsritter und genehmigte ihm eine Wappenbesserung. Johann Caspar und Jacob Christoph von Schulthaus erhielten am  6. Juli 1604 durch die Teilnahme am Tiroler Landtag die Eintragung in die tirolerische Adelsmatrikel. Johannes von Schulthaus (* 1619) aus Lavis starb in Rom als Schüler am Collegium Romanum. 1767 immatrikulierte sich der angehende Jurist Joachim (Joseph) Schulthaus von Nevisburg an der Universität Innsbruck. 1797 fungierte Kajetan von Schulthaus (* 1773) also Kommandant der Schützenkompanie von Lavis. 1836 heiratete Rosa von Schulthaus zu Moos (1811–1879) aus Lavis den verwitweten Johann Baptist Graf von Melchiori (1794–1863), dessen Familie ebenfalls aus Lavis stammte. Die Casa Schuldhaus in Lavis wurde später von der italienische Familie Viero bewohnt.

### Moos

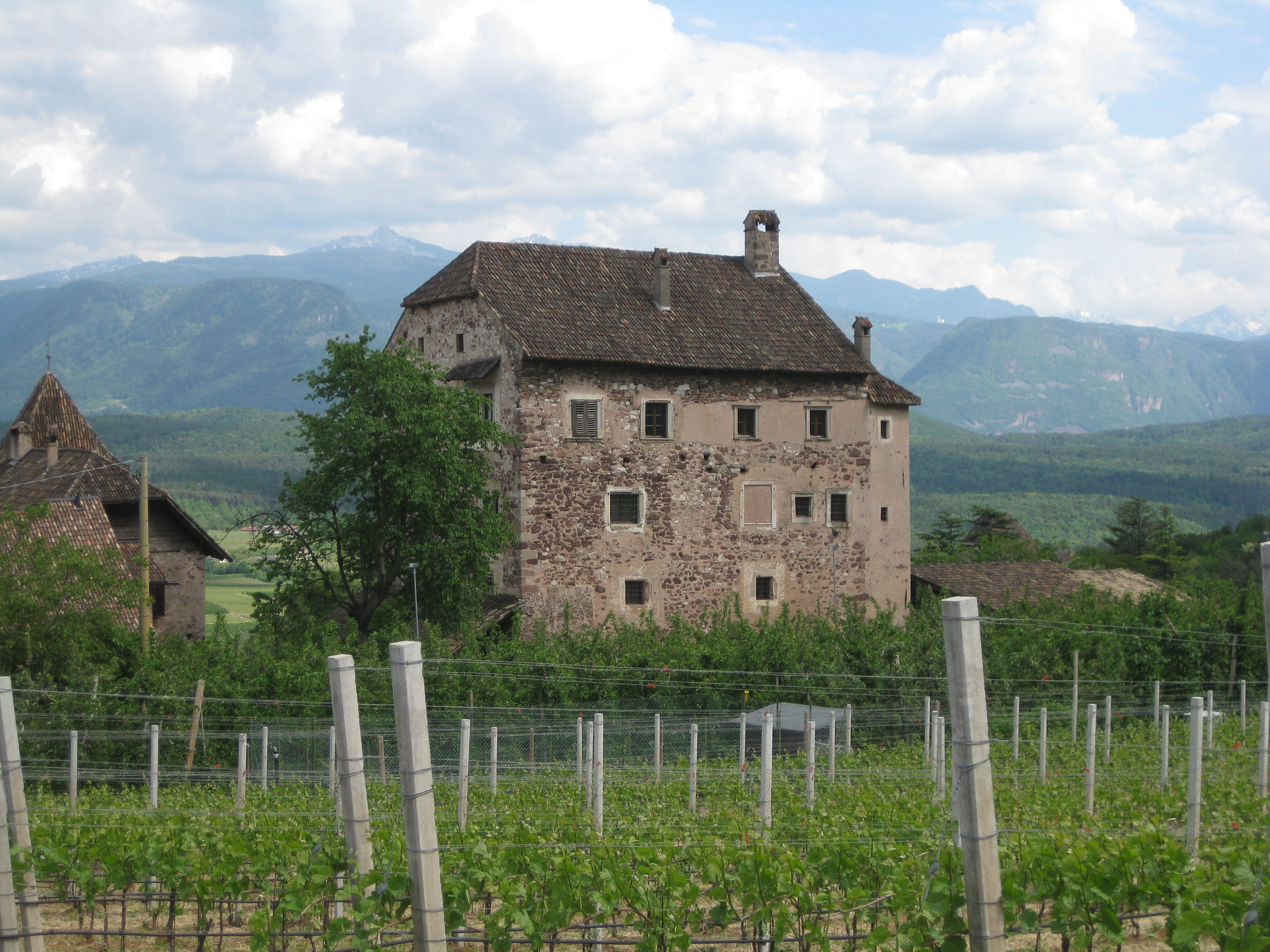
Ansitz Moos-Schulthaus

Durch die Heirat von Hans Caspar von Schulthaus aus Lavis Anfang des 17. Jahrhunderts mit Maria Salome Lanser von Moos kam das Schloss Moos in Familienbesitz. Im Volk ging die Erzählung um, dass der Brautvater von Lanser seinem künftigen Schwiegersohn von Schulthaus entweder 50.000 Gulden Bargeld oder Schloss Moos als Mitgift anbot. Der Tiroler Landesfürst Erzherzog Ferdinand Karl von Österreich-Tirol bestätigte den Schulthaus den Adelstand und genehmigte am 26. September 1653 in Innsbruck Christoph Wilhelm und Julius von Schulthaus, sowie dessen Schwester eine Wappenvereinigung mit der Familie Firmian von Moos, einer Seitenlinie des Adelsgeschlechts von Firmian, welche mit Georg von Firmian zu Moos und Hocheppan erlosch. Nächster Eigentümer von Schloss Moos war Joseph Anton von Schulthaus und seine Schwestern. Auf diesen folgte Ignaz Benedikt von Schulthaus (1818–1901), der das Schloss ca. 1865 aus finanziellen Schwierigkeiten veräußern musste. Darauf fiel Moos-Schulthaus in der zweiten Hälfte des 19. Jahrhunderts in bäuerlichen Besitz. Der Genealoge Otto Titan von Hefner bezeichnete die uradeligen Schulthaus von Moos 1865 als unbegütert, welche jetzt in St. Pauls lebten und noch vier Augen zählten.

## Wappen
- Stammwappen: Von Rot und Silber schräg geteilt, mit einem von Rot und Silber geteilten Löwen, der einen goldenen Ast hält. Auf dem Helm ein wachsender silberner Löwe. Decken Rot und Silber.
- Gemehrtes Wappen: Geviert. In Feld 1. und 4. das Stammwappen. In Feld 2. und 3. in Rot ein silberner Balken, von drei gestürzten silbernen Monden beseitet. Zwei Helme: I. zum Stammwappen. II. zwei rote Hörner mit silbernen Spangen. Decken Rot und Silber.

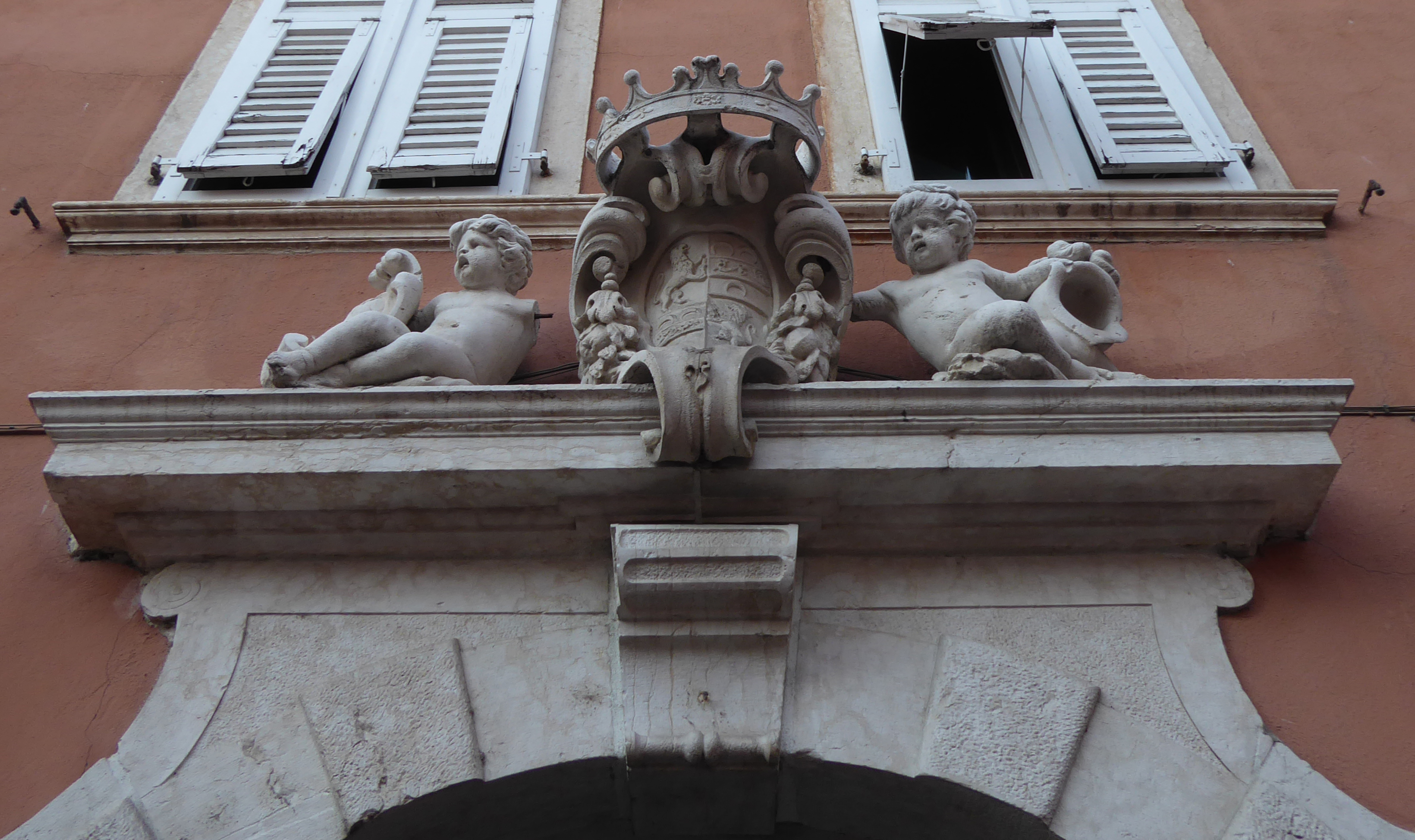
Wappen derer von Schulthaus am Palazzo de Schuldhaus in Lavis
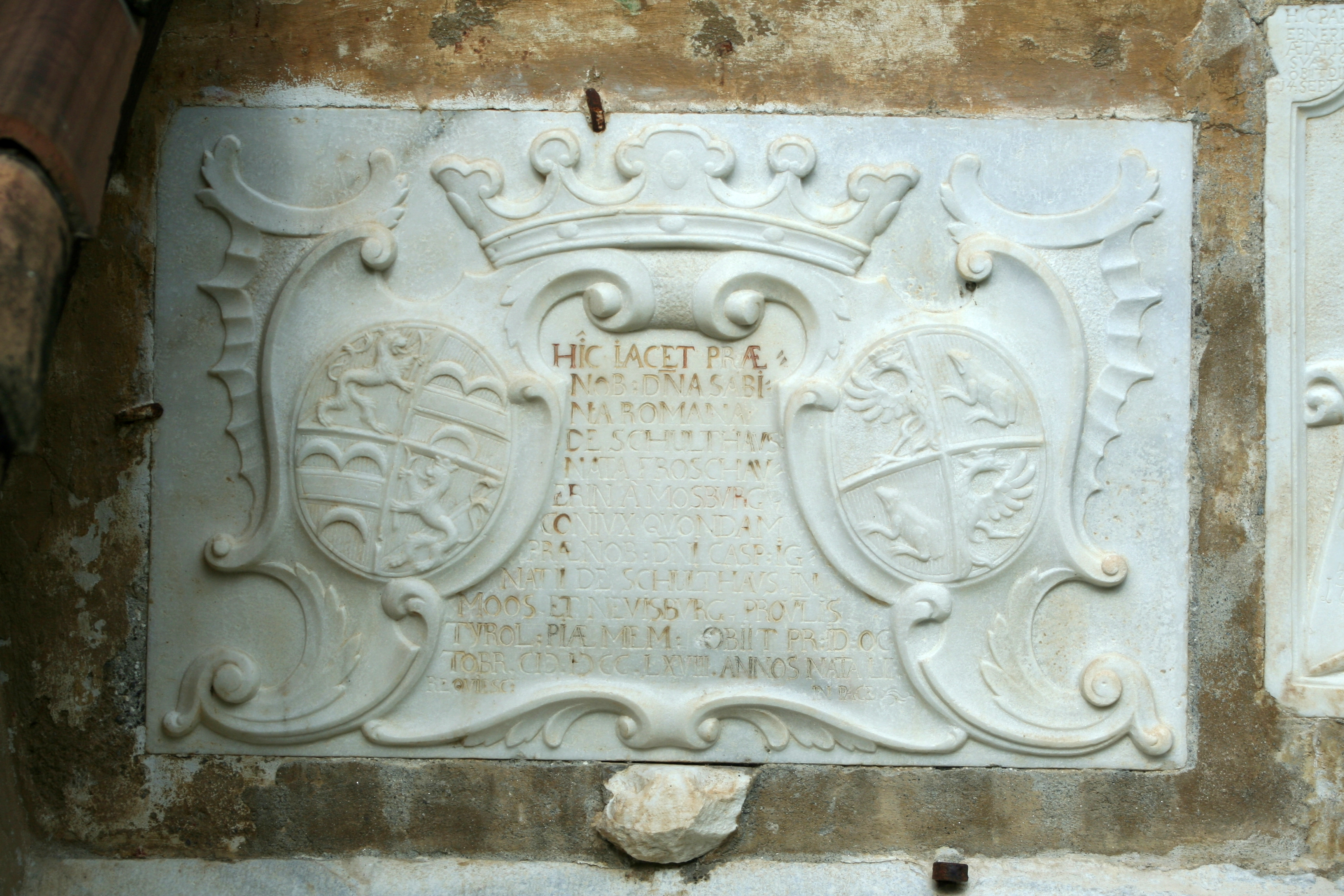
Allianzwappen Schulthaus zu Moos und Froschauer zu Moosburg
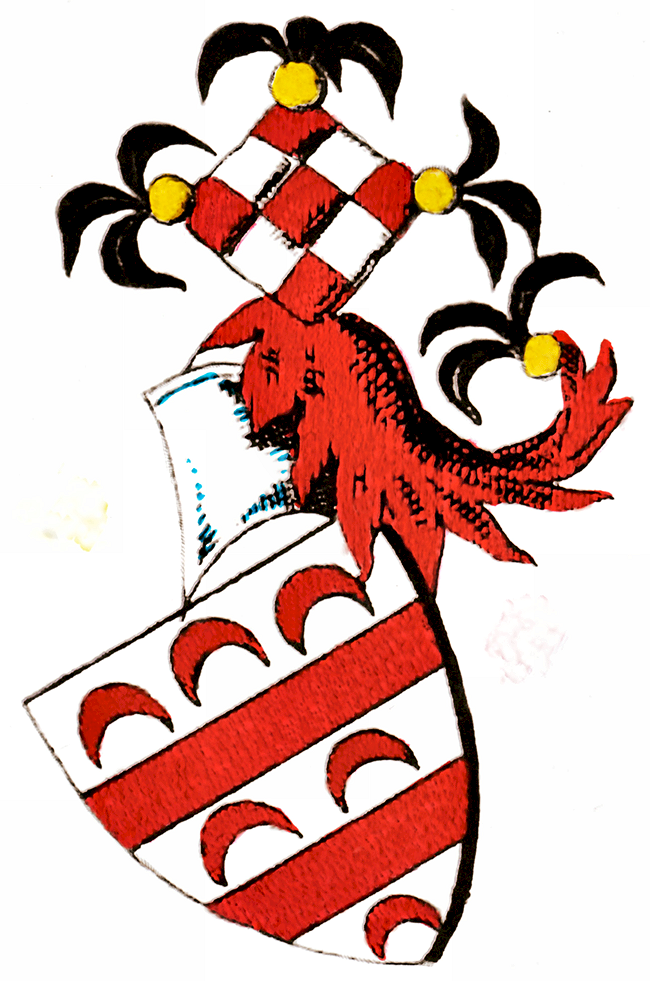
Stammwappen derer von Firmian